# We Found Heaven Right Here on Earth at "4033"
Albums de George Jones
Love Bug
(1966) Hits by George
(1967)
We Found Heaven Right Here on Earth at "4033" est un album de l'artiste américain de musique country George Jones. Cet album est sorti en 1966 sur le label Musicor Records.

## Liste des pistes
| No  | Titre                                  | Durée |
| --- | -------------------------------------- | ----- |
| 1.  | Four-O-Thirty Three                    |       |
| 2.  | From Here to the Door                  |       |
| 3.  | Back Into My Baby's Arms Again         |       |
| 4.  | Ain't Nothin' Shakin' (But the Leaves) |       |
| 5.  | In Person                              |       |
| 6.  | Developing My Picture                  |       |
| 7.  | Please Don't Let That Woman Get Me     |       |
| 8.  | Walk Through This World With Me        |       |
| 9.  | Your Steppin' Stone                    |       |
| 10. | Don't Keep Me Lonely Too Long          |       |

## Positions dans les charts
Album – Billboard (Amérique du nord)
| Année | Chart          | Position |
| ----- | -------------- | -------- |
| 1966  | Albums country | 3        |